# Родионово (Грязовецкий район)
Родионово — деревня в Грязовецком районе Вологодской области.
Входит в состав Вохтожского муниципального образования, с точки зрения административно-территориального деления — в Вохтогский сельсовет.
Расстояние по автодороге до районного центра Грязовца — 68 км, до центра муниципального образования Вохтоги — 10 км. Ближайшие населённые пункты — Лапино, Поповка, Подбережский, Никольское, Белово, Корючево.
По переписи 2002 года население — 10 человек.